# 松尾泰一郎
松尾 泰一郎（まつお たいいちろう、1910年6月7日 - 2001年12月17日）は、日本の経営者。兵庫県出身。

## 経歴
1935年に東京帝国大学経済学部経済学科を卒業し、同年に通商産業省に入省し、通商局長などを歴任した。
1960年に丸紅の顧問に就任し、常務、専務を経て、1971年に副社長に就任し、1975年6月に社長に昇格した。ロッキード事件で揺れていた会社の立て直しに尽力した。1981年6月に会長に就任し、1987年6月から相談役に就任した。
2001年12月17日心不全のために死去。91歳没。

## 栄誉
- 大英勲章(1975年)
- ベルギー・コマンドール王冠勲章(1979年)
- フィンランド・ライオン勲章(1983年)
- 韓国政府修交勲章光化章(1988年)
- KBE勲章(イギリス、1996年)
- 勲二等旭日重光章(1998年11月)